# Сегрегаційні родовища
Сегрегаційні родовища (рос. сегрегационные месторождения, англ. segregation deposits; нім. segregatische (frühmagmatische)Lagerstätten – різновид родовищ корисних копалин. Характеризуються виразним ідіоморфізмом рудних мінералів, зцементованих породотвірними силікатами, які пізніше виділилися внаслідок процесу сеґреґації. Внаслідок розосередженого характеру зруденіння і низького вмісту цінних компонентів значні родовища серед них виникають рідко.
Сегрегаційне родовище – магматичне родовище, що утворилося в ранню стадію кристалізації магмишляхом виділення (осідання) рудних матеріалів. До С.р. належать деякі родовища хроміту, платини, алмазів в ультраосновних породах. 
Синонім – ранньомагматичне родовище. 